# Bergvaktarens hemlighet
Bergvaktarens hemlighet är Sveriges Radios julkalender 2022. Programmet regisserades av Maja Runeberg efter ett manus av Ylva Hällen och Sara Edwardsson och producerades av Pernilla Kommes och Linda Jones med musik av Henrik Oja och Frida Johansson.
Papperskalendern illustrerades av Mattias Olsson.

## Handling
Programmet handlar om 11-åriga Shirin som måste lämna sitt liv i förorten med vänner, skola och basket för att flytta till Rubånger.

## Medverkande
- Agnes Ahlkvist – Shirin
- Antonio Monroy – Matteo
- Sara Cheikh – Lizzy
- Therese Lindberg – mamma Maja
- Fadi Alsuhaili – pappa Jabal
- Aurass Alcheick Obaid – farmor Shadiya
- Sven Björklund – Sven-Harry Hagman
- Sigge Tiger – Samir
- Hedvig Runeberg – Elin
- Albin Grenholm – läraren Simon
- Charlotte Lindmark – Sanna, Radio Rubånger
- Pontus Johansson – Ronny, Radio Rubånger
- Anna Åsdell – Matteos mamma
- Jonas Hellman Driessen – försäljare julmarknad / Sven-Harry Hagmans pappa / hundköpare
- Ruth Vucins, Märta Vucins och Nora Wihlzon – Matteos småsyskon
- Elis Öhlund – Sven-Harry Hagman som barn
- Carin Sjöblom – nyhetsuppläsare 70-tal
- Per Vallgårda – nyhetsreporter 70-tal
- Karin Paulin Ek – kommunstyrelsens ordförande Bibbi Bovinger
- Siham Shurafa – Berättare
- Ylva Hällen – lucköppnare
- Elever från årskurs 4 Tunaskolan, Luleå / elever från Klöverträskskolan, Luleå – klasskompisar och barn i Rubånger
- Emil Larsson, Calle Andersson, Linnéa Luttu, Carrie Söderberg, Sven Nordström, Stefan Wedin, Turi Wennberg, Dina Ahlv – Rubångerkören

### Fotnoter
1. ↑  ”Medverkande i Bergvaktarens hemlighet”. Sveriges Radio. 9 november 2022. https://sverigesradio.se/artikel/medverkande-i-bergvaktarens-hemlighet. Läst 17 december 2022.
2. ↑  ”Mattias tecknar bilderna till Bergvaktarens hemlighet”. Sveriges Radio. 8 juni 2022. https://sverigesradio.se/artikel/mattias-olsson-tecknar-bilderna-till-bergvaktarens-hemlighet. Läst 17 december 2022.